# Васильево (Монастырщинский район)
 Васи́льево — деревня в Смоленской области России, в Монастырщинском районе. Расположена в западной части области в 18 км к северо-западу от Монастырщины, в 11 км к западу от автодороги с Монастырщина — Смоленск. Население — 3 жителя (1998 год). В настоящее время постоянное население отсутствует. Входит в состав Соболевского сельского поселения.

## История
Одно из самых ранних упоминаний относится к генеральному межеванию земель 1776—1781 годов, в это время селом владеет майор Б. А. Салов. В 1804 году село уже принадлежит деду декабриста П. И. Пестеля действительному статскому советнику Борису Пестелю. В селе было 29 дворов и 262 жителя. Во время Отечественной войны 1812 года село было сильно разрушено. В 1824 году в село впервые приезжает Павел Иванович Пестель и работает над своим конституционным проектом «Русской правдой». В 1843 году сестра Пестеля Софья продаёт село и переселяется в деревню Краснинского района Зибрики. В настоящее время на сохранившемся фундаменте дома Пестелей установлен памятный знак и мемориальная доска из тёмно-розового мрамора. В 1929 году в деревне был создан колхоз имени Пестеля.

## Достопримечательности
- В 0,4 км к юго-западу от деревни расположен археологический памятник: городище. Непосредственно на территории деревни два кургана.